# Ніл Янг
Ніл Персіваль Янг (англ. Neil Young; нар. 12 листопада 1945) — канадський музикант.

## Біографія

### Ранні роки (1945—1965)
Ніл Янг народився в місті Торонто, Онтаріо 12 листопада 1945 року. Його батько Скотт Янг — спортивний журналіст та корінний канадець, мати Една Блоу Регланд (Рессі) Янг — французько-шотландського походження; була членом організації «Дочки американської революції». Дитинство Ніла пройшло в невеликому місті Омемі, в районі Каварта Лейкс, в «сонному місці», за його власними словами. 1951 року перехворів на поліомієліт. 1952 року сім'я Янгів виїхала на відпочинок у Флориду, а по поверненню до Канади переїхала в Пікерінг, східніше Торонто. Саме в цей період майбутній музикант почав проявляти інтерес до звуків, що йдуть з радіоприймача. Скотт Янг, що мав кілька позашлюбних зв'язків, покинув сім'ю, коли Нілу було 12 років. Разом з матір'ю він переїхав в Вінніпег, Манітоба, а його старший брат Роберт (Боб) Янг залишився з батьком на півночі Торонто.
У середині 1950-х років молодий Ніл почав захоплюватися рок-н-ролом, рокабілі, ду-вопом, ритм-енд-блюзом та кантрі, серед його улюблених виконавців були Чак Беррі, Літл Річард, Джеррі Лі Льюїс, Джонні Кеш, яких можна було почути на місцевій радіостанції. Як пізніше згадував сам Янг, він мріяв бути схожим на Елвіса Преслі. Хлопчик почав вчиться грати на недорогій пластиковій гавайській гітарі. Незабаром Рессі і Ніл Янг перебралися в робітниче місто Форт Руж, де виконавець заснував свою першу короткочасну групу The Jades, а після — разом з другом по середній школі Кельвіна Кеном Кобланом стабільнішу The Squires. Музикант кинув школу та почав грати в Форт Уїльямсі в районі Онтаріо, де зустрів Стівена Стіллза, що згодом став учасником Buffalo Springfield та Crosby, Stills, Nash & Young.

### Buffalo Springfield та Crosby, Stills, Nash & Young (1966—1970)
У Лос-Анджелесі Янг і гітарист The Mynah Birds Брюс Палмер зустріли Стівена Стіллза, Річі Фьюрея і Дьюї Мартіна. П'ятірка почала грати під ім'ям Buffalo Springfield. Дебютний, однойменний з гуртом альбом, що поєднує класичний кантрі/фолк Ніла і психоделічний рок, привнесений Стівеном, позитивно прийняли музичні критики і він мав непоганий комерційний успіх, завдяки такій пісні як «For What It's Worth». Однак, незабаром Палмера, який як і Янг знаходився в Штатах нелегально, заарештували та депортували, що позначилося на Buffalo Springfield не найкращим чином. Другий альбом Buffalo Springfield Again Янгу довелося допрацьовувати поодинці. Він записав три пісні: «Mr. Soul», «Expecting To Fly» і «Broken Arrow», в яких вже можна помітити початківець зароджуватися стиль письма Ніла — глибоко особисті тексти, написані в стилі класичних народних пісень. 1968 року група записала третій та останній альбом Last Time Around, виконавши контрактні зобов'язання, і розпавшись. Майже тридцять років потому учасників Buffalo Springfield включили до Зали слави рок-н-ролу, хоч Янг і не з'явився на церемонії. Тим не менш, 2010 року, під час чергового фестивалю Bridge School Benefit, виконавець разом зі Стіллзом та Фьюреем виступив під вивіскою Buffalo Springfield та анонсував гастрольний тур на честь возз'єднання колективу, намічений на 2012 рік.
Одразу після розвалу Buffalo Springfield канадець випустив дебютний сольний альбом  Neil Young, який не справив враження ні на слухачів, ні на критиків та не приніс задоволення самому Янгу. Альбом породив лише одну більш-менш популярну пісню — «The Loner». Незабаром після цього Ніл приєднався до свого старого товариша Сіллза в групі Crosby, Stills & Nash, яка вже випустила один альбом як тріо. Колектив отримав Премію «Ґреммі» як найкращий новий виконавець 1969 року, після чого назву змінили на Crosby, Stills, Nash & Young (далі — CSNY), в честь нового повноправного учасника групи. Квартет дебютував на сцені в Чикаго, штат Іллінойс, а після того взяв участь у знаменитому Вудстоку. 1971 року CSNY випустили одну з найважливіших антивоєнних пісень 1970-х — «Ohio». Композиція була написана після трагічної події в Кентському університеті. Через майже два десятки років вона не втратила актуальності — з 1989 року Ніл знову почав виконувати її, вшановуючи пам'ять загиблих на площі Тяньаньмень. Існування CSNY було вкрай нестабільним, оскільки у кожного музиканта було своє уявлення про звучання гурту. Колектив розпадався і знову збирався не один раз, Янг таки взяв участь у записі трьох студійних альбомів, що вийшли в різні десятиліття. Після розпаду The Squires в середині 1960-х Янг працював в кантрі-клубах у Вінніпезі, де він зустрів Джоні Мітчелл, з якою почав виступати. Перебуваючи під сильним впливом Боба Ділана, канадець написав одну зі своїх перших відомих пісень «Sugar Mountain». В 60-х Янг ненадовго приєднався до Ріка Джеймса в The Mynah Birds, але незабаром Джеймс був заарештований за дезертирство з армії, а група припинила своє існування. Зрештою Ніл вирушив у Лос-Анджелес, де почав давати сольні концерти. Багато років потому музикант зізнався, що знаходився в США нелегально та отримав грін-карту лише на початку 1970-х.

### Сольна кар'єра та співпраця з Crazy Horse (1971—1979)
Паралельно з грою разом з Кросбі, Стіллзом та Нешем Янг почав готується до запису другого сольного альбому. Він запросив для співпраці групу The Rockets у складі гітариста Денні Вітт, басиста Біллі Телбота та ударника Ральфа Моліни. Трійця поміняла ім'я групи на Crazy Horse на честь індіанського вождя з тим же ім'ям. Першим альбомом, виданим під авторством Neil Young and Crazy Horse, став Everybody Knows This Is Nowhere. Записаний всього за два тижні, він містить пісні «Cinnamon Girl», «Cowgirl in the Sand» і «Down by the River», що вважаються предтечею зароджуваного тоді хард-року. Їх написав хворий Янг з температурою 39 °C і вони демонструють довгі імпровізовані соло гітариста та ритмічний чутливий супровід інструментів Crazy Horse.
Ніл почав запис нового альбому, але через погіршення здоров'я Денні Уїтт він був змушений відмовитися від допомоги Crazy Horse і запросити Нільса Лофгрена, Грега Рівза та Стівена Стіллза. Першим великим комерційним успіхом Янга став After the Gold Rush, що поєднав у собі елементи блюз-року та кантрі. Пісня «After the Gold Rush», що привертає увагу до проблем навколишнього середовища та «Southern Man», що засуджувала расизм, поряд з більш пізньою «Alabama» були процитовані сатерн-рок гуртом Lynyrd Skynyrd в їх хіті 1974 року «Sweet Home Alabama». Після виходу After the Gold Rush виконавець вирушив у сольний тур Північною Америкою, виконуючи на гітарі та фортепіано пісні Buffalo Springfield, CSNY, а також власні, серед яких було кілька нових. Деякі з них, наприклад «Journey through the Past», так і не записали згодом в студії, тоді як інші, наприклад «See the Sky About to Rain», вийшли в найближчі роки. Через більш ніж 30 років вийшов альбом Live at Massey Hall 1971, що відтворив один з концертів цих гастролів. Ближче до кінця туру музикант відвідав шоу Джонні Кеша, де виконав «The Needle and the Damage Done» — похмуру хворобливу пісню, натхненну частково смертю гітариста Crazy Horse від передозування героїну, почасти власною наркотичною залежністю Янга. Звучання цієї пісні згодом склало один з найвідоміших альбомів канадця — Harvest.
Робота над Harvest збіглася з одруженням Ніла з американською акторкою Керрі Снодгресс, яка народила їхнього первістка Зіка Янга. Успіх попереднього альбому дозволив Нілу купити ранчо в тихому місці Північної Каліфоніі, де він зажив з родиною. Ці події позначилися на загальному звучанні Harvest — за допомогою Лінди Ронстадт та Джеймса Тейлора Янг записав дуже м'який, спокійний та гармонійний кантрі-рок. У пісні «A Man Needs a Maid» знайшла відбиття його любов до Керрі, а в «Old Man» — вдячність Луї Авілов, доглядачеві ранчо Янга. Harvest та найпопулярніша його пісня «Heart of Gold» досі залишаються єдиними записами виконавця, що зайняли перші місця в альбомному чарті Billboard 200 та пісенному Billboard 100. Оглушливий успіх застав зненацька Янга, який ніколи не шукав слави. Кілька років музикант навмисно випускав тільки галасливі та песимістичні альбоми, аніскільки не схожі на Harvest (альбоми «з кювету», як він сам їх називає).
Через нестабільність групи акомпанування, музикант був змушений закликати на допомогу Девіда Кросбі та Грема Неша з CSNY. 1973 року вийшов один з найгірших та нелюбимих самим Янгом альбомів Time Fades Away, який відкрив трилогію альбомів «з кювету» (так звана «Ditch Trilogy»). Втім, у цьому альбомі виконавець уперше піддав концертні записи студійній обробці — ця маленька хитрість знадобиться йому і пізніше, особливо на подвійному електронно-акустичному альбомі Rust Never Sleeps. Все ще вражений смертю Денні Вітт, Ніл записав альбом Tonight's the Night, настільки похмурий та сирий, що керівництво Reprise Records випустило його лише два роки опісля, під крайнім тиском Янга. Між Time Fades Away та Tonight's the Night музикант випустив On the Beach, мелодійніший, але з такими ж похмурими темами, як наприклад крах ідеалізму 1960-х і зворотний, темний бік популярності. В середині 1970-х від виконавця пішла Керрі Снодгресс. Емоції Янга знайшли вихід в акустичному альбомі Homegrown. Запис був практично готовий, але в підсумку музикант відмовився його випускати, посилаючись на "дуже особистий " характер пісень. Більшість текстів Янг згодом переробив та включив в різні альбоми, оригінальні ж записи так і не були опубліковані.

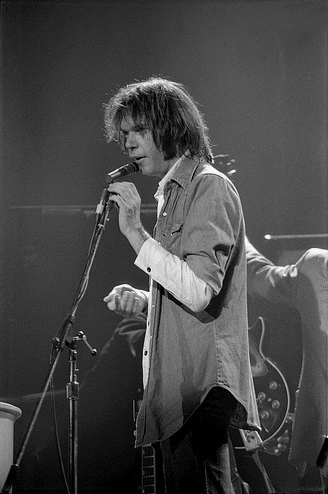
Ніл Янг в Остіні, Техас, 9 листопада 1976 року

В 1975 році оновлений Crazy Horse з новим гітаристом Френком Сампедро взяв участь у записі альбому Zuma. Новий альбом породив одну з найвідоміших пісень Янга — «Cortez the Killer». Пекучі гітарні соло і глибока лірика, яка розглядає завоювання Мексики Кортесом з боку ацтеків, зробили її постійним номером на концертах Янга протягом багатьох десятиліть. Наступного року Ніл на пару зі Стівеном Стіллзом записав альбом Long May You Run, виданий під авторством The Stills-Young Band. Гастролі в його підтримку канадець несподівано покинув на півдорозі до завершення, посилаючись на втому. У тому ж році він разом з Бобом Діланом, Еріком Клептоном, Джоні Мітчелл та іншими музикантами, взяв участь в останньому виступі групи The Band, який було відображено Мартіном Скорсезе в концертному фільмі «The Last Waltz».
У другій половині 1970-х Янг випустив альбом American Stars 'n Bars з популярною піснею «Like a Hurricane», а також збірник найкращих пісень Decade. Композиції, що увійшли до нього (серед них є кілька раніше невиданих), виконавець вибрав особисто, супроводивши кожну анотацією в буклеті до збірки. Акустичний Comes a Time, що вийшов 1978 року, відзначає повернення Ніла до кантрі/фолк музики. Його прихильно зустріли критики, альбом піднявся до 7 рядка в Billboard 200. У тому ж році музикант зняв фільм «Human Highway», на виробництво якого в нього пішло близько трьох мільйонів власних грошей. Стрічку прийняли без особливого натхнення.
Наприкінці 1970-х Янг багато гастролював з Crazy Horse, часто виконуючи нові пісні. По закінченні туру вийшло одразу два концертні альбоми: Rust Never Sleeps та Live Rust, кожний з яких поділений на акустичну та електронну частину. Центральним номером в Rust Never Sleeps є пісні «My My, Hey Hey (Out of the Blue)» і «Hey Hey, My My (Into the Black)», які, відповідно, відкривають та закривають цей концерт. І акустична та електронна композиція, що розглядають недавню смерть Короля Елвіса та зростання популярності панк-року в особі Джонні Роттена. Ці пісні, в яких Ніл з тугою відчуває власну недоречність, належать до одних з найчастіше цитованих у рок-музиці. Rust Never Sleeps був обраний критиками Rolling Stone найкращим альбомом останнього року 1970-х.

### Експериментальна творчість (1980—1988)

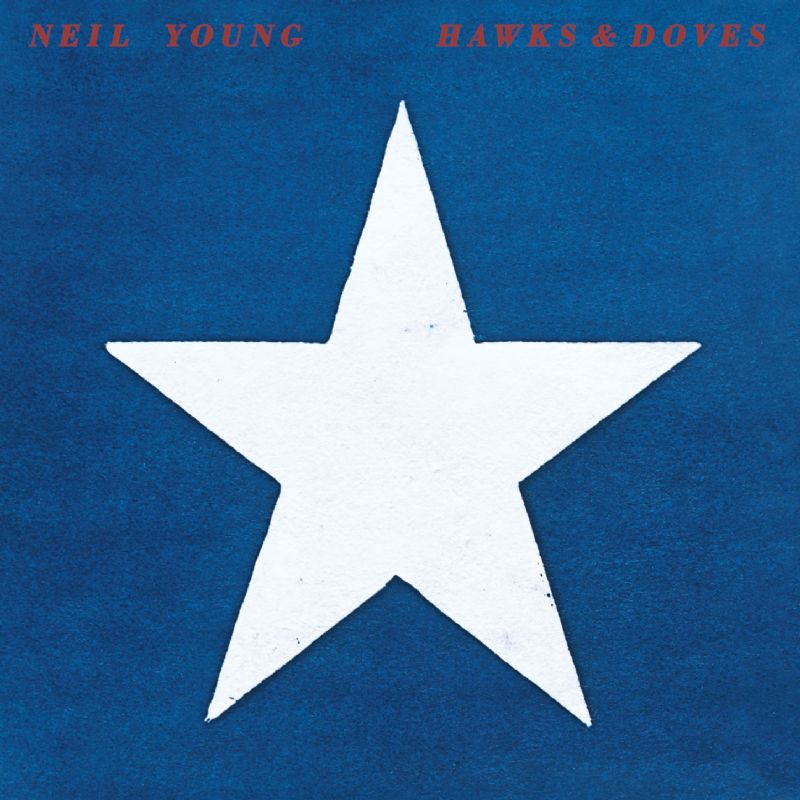
Обкладинка альбома Hawks and Doves.

На початку 1980-х Янг, занурений в турботи про сім'ю, не мав достатньо часу, щоб записати якісний альбом. На початку року він написав кілька пісень для біографічного фільму про Гантера Томпсона «Там, де бродить бізон». Після того вийшли два альбоми: Hawks & Doves та Re-ac-tor, істотну частину яких становили забраковані записи Янга і Crazy Horse 1970-х. Останній альбом музикант навіть не підтримав гастролями, обмежившись одним виступом на фестивалі Bread and Roses в Берклі. Платівка 1982 року Trans містила незвичні для Янга синтезатори та драм-машини, а його голос був пропущений через вокодер. Пізніше музикант зізнався, що він купив обладнання у винахідника синтезаторів мови Кая Краузе не спеціально для альбому, а для свого хворого сина Бена. Trans Янг все ж супроводив туром, під час якого також виконувалися пісні з обійденого увагою альбому Re-ac-tor.
У спробі пізнати нові музичні жанри, Ніл випустив короткий (менше 25-ти хвилин) альбом рокабілі Everybody's Rockin', який зазнав комерційної невдачі. Це змусило керівництво тодішнього лейблу Янга Geffen Records подати на музиканта до суду за те, що він випускає свідомо непривабливий матеріал. Щоб хоч якось виправити становище, Янг запросив режисера Тіма Поупа для знімання музичних відео на пісні «Wonderin'» і «Cry, Cry, Cry». Судовий розгляд з лейблом став однією з причин того, що 1984 рік пройшов без нового альбому. Також в цей час друга дружина Янга Пегі народила від нього першу дочку, яку назвали Ембер Джин.
У середині 1980-х вийшов альбом Old Ways. Під час гастролів на його підтримку виконавець відвідав фестиваль Live Aid, де вперше за майже десять років він виступив у складі CSNY. Музикантові вдалося врегулювати конфлікт з Гіфеном, пообіцявши записати два традиційних рок-альбоми без використання незвичних інструментів. Янг випустив сольний Landing on Water з досить непоганий піснею «Touch the Night» і Life, записаний разом з Crazy Horse. Останній, всупереч очікуванням лейбла, виявився найбільш комерційно невдалим альбомом Янга за всю його кар'єру.
Звільнившись від зобов'язань перед Geffen Records, Ніл повернувся на свій старий лейбл Reprise Records. В квітні 1988 року вийшов альбом This Note's for You, що тяжіє до джазу. Відео на однойменну з альбомом пісню було заборонено до показу на MTV за критику музичної індустрії, корпоративного року і рекламних брендів. В відповідь на це Янг написав відкритий лист каналу, в якому поставив питання: «За що виступає M в MTV: за музику чи за гроші?» (англ. What does the M in MTV stand for: music or money?). Зрештою «This Note's for You» отримало премію MTV за найкраще відео 1989 року.

### Повернення до класичного стилю (1989—1999)

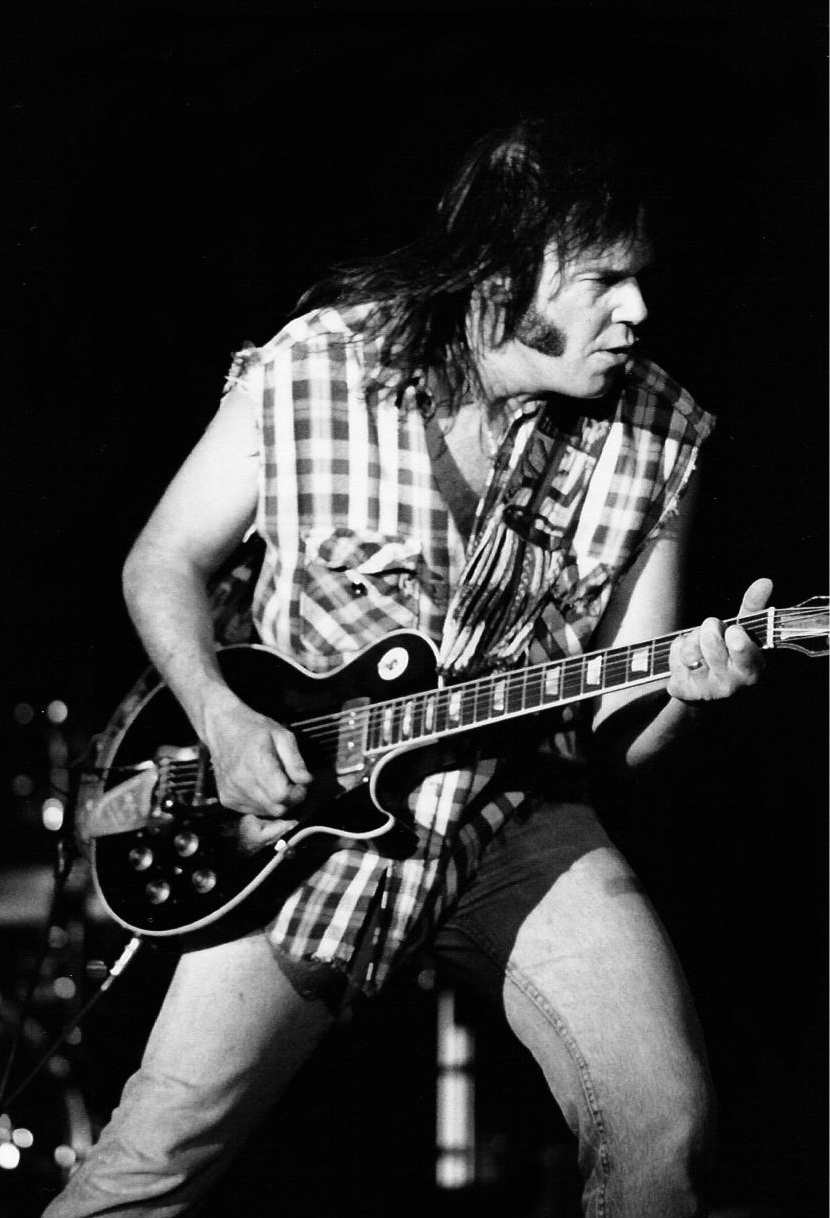
Ніл Янг в Барселоні, 1990 рік

Під кінець 1980-х Ніл випустив хартленд-рок альбом Freedom, який із захопленням прийняла аудиторія, яка втомилася від нескінченних експериментів музиканта. Пісня «Rockin' In The Free World», що піднімає проблеми забруднення навколишнього середовища, тероризму та тяжкого становища певних верств населення, стала одним з найяскравіших суспільно-політичних гімнів кінця десятиліття. Пісня майже впритул підібралася до успіху «Heart of Gold», досягши 2 рядка в Billboard Hot 100. В той же час техніка зворотного зв'язку, використана Янгом на Rust Never Sleeps, привернула увагу виконавців гранджу, які стали називати канадця своїм попередником, що також додало Янгу популярності. В тому ж році вийшов триб'ют-альбом Нілу Янгу під назвою The Bridge: A Tribute to Neil Young, в якому свою повагу засвідчили Нік Кейв, Ніккі Саддам, Soul Asylum, Sonic Youth та інші.
На початку нового десятиліття Янг і Crazy Horse записали новий альбом Ragged Glory, що продовжив традицію зворотного зв'язку в музиці. По закінченню туру в його підтримку вийшов подвійний концертний альбом Weld, а також суцільний 35-хвилинний колаж зворотного зв'язку Arc. 1992 року вийшов альбом Harvest Moon, який відзначає несподівано різке повернення Янга до музичної стилістики Harvest двадцятирічної давності. Аудиторія дуже тепло зустріла запис, він здобув канадську премію «Джуно» за найкращий альбом року. Наступного року музикант записав Unplugged для MTV.

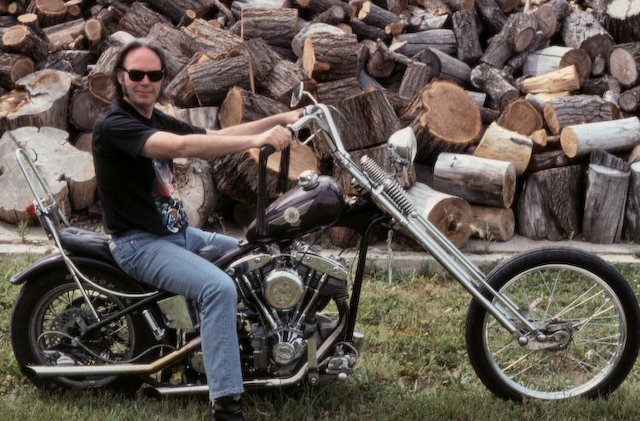
Ніл Янг в 1992 році

В 1994 році Янг був вражений звісткою про смерть Курта Кобейна, який неодноразово згадував Ніла в числі виконавців, що вплинули на нього. Свій новий спільний з Crazy Horse альбом Sleeps with Angels музикант присвятив лідеру Nirvana. Однойменна з альбомом пісня описує життя та смерть Курта, хоч і не називаючи його імені.
У наступному році відбулося включення Ніла Янга до Залу слави рок-н-ролу, яке здійснив Едді Веддер, учасник гранж гурту Pearl Jam Тоді ж незалежний американський режисер Джим Джармуш запросив Янга записати саундтрек до його чорно-білого містичного вестерну-притчі «Мрець». Музикант погодився і, переглядаючи картину на самоті в студії звукозапису, створив чудовий імпровізований саундтрек. Після запису наступного альбому Ніла Янга і Crazy Horse Broken Arrow музиканти вирушили на гастролі, за мотивами яких вдячний Джим зняв музично-біографічний фільм «Рік коня». Майже весь час, що залишився до кінця 1990-х, Ніл провів на гастролях, зокрема з CSNY, що принесло музикантам більше сорока мільйонів (восьмий за величиною касових зборів тур того року).

### 2000— наш час
З настанням нового століття Ніл Янг, попри достатньо поважний вік, не зменшив темпів видання нового матеріалу. Вийшов новий сольний альбом Silver and Gold, присвячений жертвам терористичних актів 11 вересня, зокрема рейсу 93 United Airlines. Після — м'який та світлий Are You Passionate?, присвячений коханій дружині Пегі Янг. 2003 року побачив світ новий плід співпраці з Crazy Horse — концептуальний Greendale, що розповідає про вбивство поліціянта в невеликому місті в Каліфорнії та його вплив на місцевих жителів. Цей альбом музикант супроводив рок-оперою з такою ж назвою. у першу половину 2000-х Янг також давав багато концертів в Європі, Америці, Японії і Австралії, на яких виконував новий матеріал як сольно, так і спільно з Crazy Horse. Його зростаюче екологічне занепокоєння призвело до того, що на цих гастролях для живлення автомобілів використовували біопаливо.
Під час роботи над альбомом 2005 року Prairie Wind в Нешвілі у Янга була діагностована черепно-мозкова аневризма, для лікування якої музикант вирушив до Нью-Йорка. Він успішно переніс операцію, але через два дні після цього знепритомнів через кровотечу в стегновій артерії. Це ускладнення змусило виконавця скасувати ряд запланованих концертів. Він повернувся на сцену кілька місяців потому, з'явившись на Live 8 в Баррі та представивши нову пісню «When God Made Me». Проблеми зі здоров'ям позначилися на загальному настрої Prairie Wind. Виданий наприкінці 2005 року, альбом торкнувся теми самоаналізу та смерті. Прем'єра нового запису була увічнена в музично-біографічному фільмі Джонатана Деммі «Neil Young: Heart of Gold».
У 2006 році вийшла відповідь Янга на вторгнення військ США в Ірак — альбом Living with War. За власними словами музиканта, він довгий час утримувався від написання пісень протесту, очікуючи, що на зміну йому прийде хтось молодший, але за ті три роки, які вже йшла війна, він так і не дочекався заміни. Зайшовши в гості до своєї дочки, виконавець побачив фотографію поранених американських ветеранів і, відчувши страждання, заподіяні війною, Ніл заплакав, схопив свою гітару та почав писати декілька пісень одночасно. Він створив Living with War за лічені дні і відкрито звинуватив Джорджа У. Буша у брехні, як, наприклад, у пісні «Let 's Impeach the President».
У другій половині 2000-х музикант випустив альбом Chrome Dreams II — продовження його невиданого альбому 1977 року Chrome Dreams та знявся в другому концертному фільмі Джонатана Деммі «Neil Young Trunk Show». Весь кінець десятиліття Янг давав хаотичні виступи, з'являючись на Jazz and Heritage в Новому Орлеані, Гластонбері в Пілтоні, Hard Rock Calling в Лондоні (де він приєднався до Пола Маккартні у виконанні «A Day in the Life»), Isle of Wight на острові Вайт та San Miguel Primavera Sound в Барселоні.

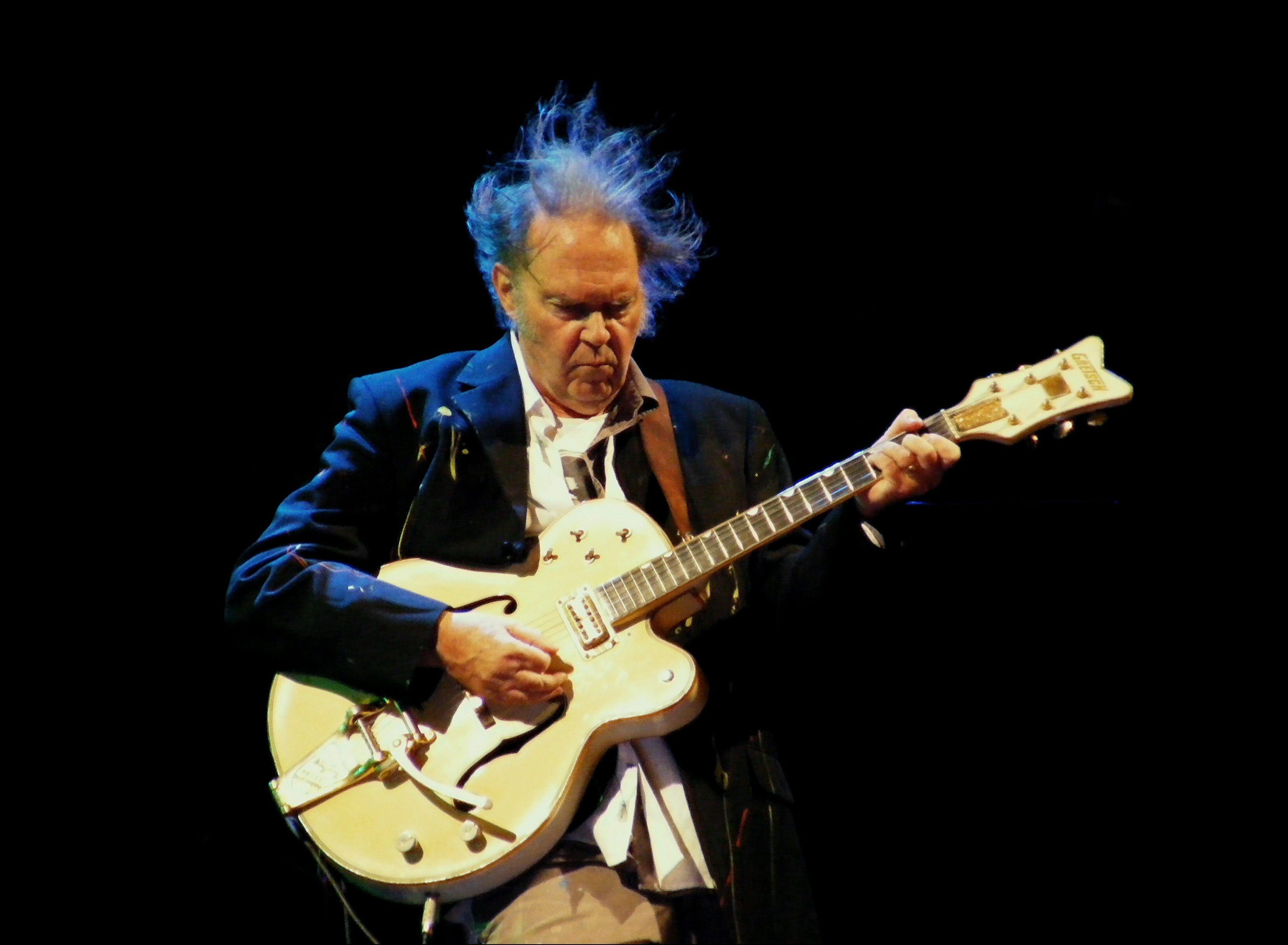
Ніл Янг 2012 року

На початку 2010 року він з'явився в музичній телепередачі The Tonight Show і разом з Дейвом Метьюзом записав пісню Хенка Вільямса «Alone and Forsaken», покликану допомогти постраждалим у землетрусі на Гаїті. Пізніше Ніл розповів своєму колезі по CSNY Девіду Кросбі про початок запису нового сольного альбому, який, за його словами, має стати «особливим, сердечним записом». Альбом, названий Le Noise, вийшов наприкінці 2010 року, Янг не забув підтримати його акустично-електронним туром. 2011 року Деммі зняв третій документальний фільм про музиканта — «Neil Young Journeys», прем'єра якого відбулася на міжнародному кінофестивалі в Торонто. Водночас виконавець поділився своїм наміром записати з Crazy Horse новий альбом, який повинен буде віддати честь неофіційним національним гімнам. Ніл дотримався обіцянки і 2012 року вийшов альбом кавер-версій Americana. Канадець також заявив про початок першого за майже десять років гастрольного туру Neil Young and Crazy Horse. Цю подію затьмарила звістка NBC (Ен-Бі-Сі) про смерть Ніла Янга, але дуже скоро з'ясувалося, що компанія переплутала музиканта з астронавтом Нілом Армстронгом. У тому ж році Янг і Crazy Horse видали ще один альбом — Psychedelic Pill, який цього разу складався з оригінальних пісень. Також було оголошено, що по завершенню гастролів вийде концертний альбом Alchemy, який разом з Rust Never Sleeps та Weld повинен буде скласти так звану «Rust Trilogy».

## Вшанування
2007 року на честь співака було названо павука Myrmekiaphila neilyoungi.